# 八戸市埋蔵文化財センター 是川縄文館
八戸市埋蔵文化財センター 是川縄文館（はちのへしまいぞうぶんかざいセンター これかわじょうもんかん）は青森県八戸市是川にあり、埋蔵文化財の保存・管理を行う施設である。いわゆる埋蔵文化財センターの一つ。

## 概要
当施設は八戸市縄文学習館から北西約200メートル離れた位置に建設され、是川遺跡や風張遺跡などで発掘された出土品などの展示を通じて、八戸市をはじめとする東北地方の縄文文化を発信する。
また、当施設には埋蔵文化財の調査や研究するための機能も設けられている。
なお、八戸市縄文学習館は当施設の開館に併せ、2011年5月9日から改装工事のため一旦閉館させ、当施設の開館日と共に分館として開館した。

## 沿革
1920年に地元の泉山岩次郎、泉山斐次郎両氏が是川中居遺跡を発掘。
1957年に「是川石器時代遺跡」に国から指定される。
1961年に泉山岩次郎と斐次郎両氏から出土品約5,000点が八戸市に寄贈される。
1962年に是川中居遺跡出土品633点が国重要文化財に指定される。
1963年に是川遺跡の出土品を収蔵・展示するために是川考古館建設。
1975年八戸市歴史民俗資料館開館。
1993年に八戸市縄文学習館建築基本設計、実施設計。
1997年に「是川縄文の里整備基本構想」が策定され、その一つとして「是川縄文博物館（仮）」の建設が盛り込まれた。
1999年に八戸市が是川中居遺跡の発掘調査実施。（2004年まで）2003年には中居遺跡の発掘調査資料の集積や社会情勢の変化に鑑み、「是川縄文の里整備検討委員会」を設置して基本構想の見直しを行い、当面10年間の事業期間を設定して、このうちの前期5カ年においては中居遺跡の整備事業や是川縄文博物館（仮）の建設を目指すこととなった。2004年に開催された「是川縄文の里整備検討委員会」において、建設予定地については是川一王寺遺跡北側を候補地とし、2005年に建設用地を取得、2006年には展示・設計や基本設計選定事業者をプロポーザル方式によって選定し、2008年以降順次工事を開始し、2011年7月10日の開館を迎えた。

## 主な展示物
2009年に国宝に指定された『合掌土偶』をはじめ、八戸市各地の遺跡で発掘された縄文時代の土器や漆器などが多数展示されている。
また、1961年に市に寄贈され、市内の各館（是川考古館・歴史民俗資料館など）にて展示されていた「泉山コレクション」を当館へ移動させて展示している。

## 文化財

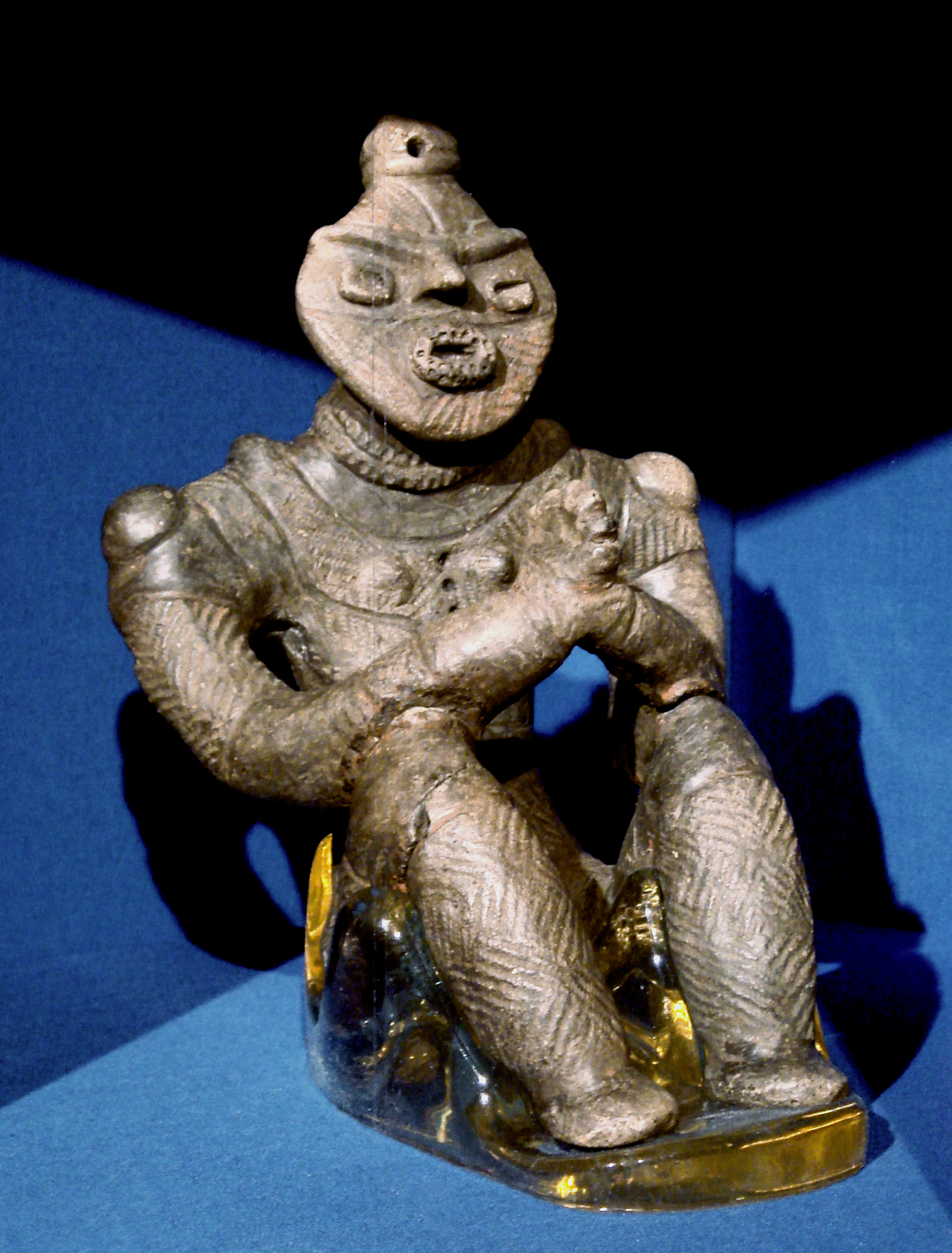
土偶（合掌土偶）

### 国宝
- 土偶 1箇 青森県八戸市風張1遺跡出土（通称合掌土偶）2009年指定[6]

### 重要文化財
- 青森県是川遺跡出土品 1962年指定、2011年追加指定[7]
  - 土器・土製品 393点
  - 木器・木製品 19点
  - 漆製品 21点
  - 石器・石製品 200点
  - （以上大正・昭和年間出土）
  - 土器・土製品 109点
  - 木器・木製品 72点
  - 漆製品 80点
  - 石器・石製品 61点
  - 骨角製品 8点
  - （以上平成5・11 - 16年出土）

- 青森県風張1遺跡出土品 1997年指定[8]
  - 土器類 131点
  - 土製品類 176点
  - 石器・石製品類 356点
  - 附 炭化米 2粒

## 是川館が登場する作品
映画『ライアの祈り』（2015年）：森沢明夫の同名小説を映像化。宇梶剛士演じる考古学者の勤務先として館内でロケが行われた。

## アクセス
- 八戸自動車道：八戸ICより、車で約10分
- 東日本旅客鉄道（JR東日本）（東北新幹線・八戸線）・青い森鉄道（青い森鉄道線）八戸駅東口バスプール[4番のりば]より、南部バス：[45]是川縄文館行き：「是川縄文館」バス停（終点）下車
★：土曜・日曜・休日のみ運行。
- 八戸ラピアバスターミナル[4番のりば]（[J45]を除く）・本八戸駅[南部バスのりば]・八戸中心街ターミナル（中央通り(3番のりば)）より、南部バス：[J45]是川縄文館行き・[J42]是川団地（支所前）行き<一部便>・[J112]荒谷（島守）行き<一部便>：「是川縄文館」バス停下車
- 八戸中心街ターミナル（中央通り(3番のりば)）より、八戸市内循環コミュニティバス『るるっぷ八戸』[左まわり]：「是川遺跡縄文学習館前」バス停下車